# Sibovia youngi
Sibovia youngi är en insektsart som beskrevs av Nielson et Godoy 1995. Sibovia youngi ingår i släktet Sibovia och familjen dvärgstritar. Inga underarter finns listade i Catalogue of Life.